# Plaça de les Glòries Catalanes
Plaça de les Glòries Catalanes, "Glòries", är ett torg och kommunikationsknutpunkt i centrala Barcelona (Katalonien, Spanien). Plaça de les Glòries Catalanes ligger 18 meter över havet.
Den mest framträdande runt "Glòries" är Torre Glòries, tidigare känd som Torre Agbar.